# Pilori de Pinhel
Le pilori de Pinhel est un ancien pilori situé dans la freguesia de Pinhel, sur le territoire de la municipalité de Pinhel (district de Guarda, Portugal).
Il représentait l'autonomie judiciaire et administrative de la commune. Il est classé Monument national depuis 1910.

## Historique
Au début du XIVe siècle, sur ordre du roi Denis Ier, le château de Pinhel fut reconstruit et la charte réformée ; Pinhel, terre appartenant à la Couronne, commença à bénéficier de certains privilèges. En 1510, les réformes manuélines apportèrent le renouvellement de la charte médiévale, et c'est à cette époque que fut construit le pilori de Pinhel.

## Caractéristiques
Ce pilori à cage, similaire au pilori de Castelo Rodrigo, a été construit au XVIe siècle, avec une architecture civile, de style manuélin.
Étant l'un des symboles les plus importants de la ville de Pinhel, ce monument se compose de cinq marches octogonales (la première étant à moitié enterrée), d'une colonne octogonale à base carrée (en raison des courbes au début de celle-ci), et du chapiteau, à base circulaire, suivi d'une finition en cage à travers huit petites colonnes à base annulaire (décorées de motifs végétaux stylisés), se terminant par un cône inversé, avec le sommet du pilori constitué d'un chapeau en forme de cône.